# جاك ويلسون (ملحن)
جاك ويلسون (بالإنجليزية: Jack Wilson)‏ هو عازف جاز وملحن وعازف بيانو أمريكي، ولد في 3 أغسطس 1936 في شيكاغو في الولايات المتحدة، وتوفي في 5 أكتوبر 2007.

## وصلات خارجية
- جاك ويلسون على موقع ميوزك برينز (الإنجليزية)
- جاك ويلسون على موقع أول ميوزيك (الإنجليزية)
- جاك ويلسون على موقع ديسكوغز (الإنجليزية)